# Уки (Омская область)
Уки — деревня в Большеуковском районе Омской области России, входит в Аёвское сельское поселение.

## География
Располагается в 4-5 км к северу от районного центра Большие Уки.
В 1890 году образцы почвы, взятые около, деревни показали, что почва состояла из бурого суглинка в 5 вершков в глубину с подпочвой из серой глины. Деревня относилась к болотному району. В деревне рожь имела распространение, и посев её на каждый двор приходился более 2 десятин. Здесь залегал два разряда почв — бурый суглинок и подзольный слой, который достигал в глубину 2-6 вершков.

## История
Селение заведено в 1626 году. Позже входила в состав Рыбинского сельского общества Рыбинской волости Тарского уезда Тобольской губернии.
На 1868 год имелось 35 дворов и 155 человек. Находилась при речке Аёв.
На 1888 год число лиц, вырабатывающих масло на продажу, составляло в деревне 50 % жителей. Некоторые из общественников занимались выделкой кож и имели кожевни. Трудно было уследить, какие кожи они выделывали, от здоровых ли животных или от больных. Так как в 1888 году в Рыбинской волости свирепствовала сибирская язва, перешедшая со скота на людей. Здесь она особенно легко распространялась благодаря болотным испарениям, кожевники деревни Уки полоскали кожи в реке Уке выше мельничной плотины, именно в том месте реки, где вода останавливалась в своём течении запрудой и, следовательно, не имела свободного протока. Здесь были поставлены колья и поласкались кожи. Кожевниками покупались кожи за бесценок и в большинстве случаев от дохлой скотины. В том месте у плотины, где полоскали кожи, пила воду здоровая скотина, тут же черпали воду и люди. Эта деревня «забочная», по выражению крестьян, куда редко заезжала местная администрация.
В 1890 году в деревне имелся 61 дом и 61 домохозяин, лошадей имелось 327, рогатого скота 569, овец 307, свиней 107.
На 1893 год имелось 510 десятин удобной земли в пользовании селения, 68 крестьянских дворов и 286 человек.
На 1895 год население занималось производством лыка, мочала, маслобойным промыслом. Имелся маслодельный завод. Также занимались выделкой овчин. Специальных заведений для выделки овчин не было, овчины вырабатывались на домах.
На 1903 год имелась водяная мельница, 2 кузницы. Располагалась при речках Уке и Аёв на просёлочной дороге.
1 июля 1904 года деревня вошла в состав образованного самостоятельного Уковского сельского общества.
В 1907 году была построена дорога от деревни Уки (Зудилова) через посёлок Яковлевский на участок Пустынный 15 вёрст.
На 1909 год имелись 3 торговые лавки, ветряная мельница, водяная мельница, 2 кузницы, пожарный сарай.
На 1912 год имелась мелочная лавка.
На 1926 год имелся сельский совет, школа.
На 1991 год деревня являлась отделением совхоза «Большеуковский».

## Инфраструктура
Улицы в деревне: Заречная, Зелёная, Молодёжная, Рабочая, Яковлевская. Переулок Заречный.

## Население
- 1795 — 62 человека (32 м — 30 ж);
- 1868—155 человек (77 м — 78 ж);
- 1890—284 человека (127 м — 157 ж);
- 1893—286 человек (139 м — 147 ж);
- 1903—303 человека (200 м — 102 ж);
- 1909—390 человек (204 м — 186 ж);
- 1912—359 человек православных;
- 1926—613 человек (294 м — 319 ж).

| 1926 | 2002 | 2010 | 2021 |
| ---- | ---- | ---- | ---- |
| 613  | ↘157 | ↘123 | ↘73  |